# 海南大戟
海南大戟（学名：Euphorbia hainanensis）为大戟科大戟属下的一个种。其种加词“hainanensis”意为“海南的”。